# Färöische Fußballmeisterschaft der Frauen 2025
Die Färöische Fußballmeisterschaft der Frauen 2025 ist die 41. Saison der höchsten färöischen Fußballliga der Frauen. Die Liga heißt offiziell Betrideildin nach dem Hauptsponsor Betri Banki. Sie startete am 19. März 2025.
Aufsteiger 07 Vestur kehrte nach einem Jahr in die höchste Spielklasse zurück. Titelverteidiger ist NSÍ Runavík.

## Modus
In der Betrideildin spielt jede Mannschaft an 14 Spieltagen jeweils zwei Mal gegen jede andere. Die vier punktbesten Mannschaften spielen in einer Endrunde den Meister aus. Die Punkte und Tore aus der Vorrunde werden hierbei komplett übernommen. Bei Punktgleichheit entscheidet die Tordifferenz.

## Tabelle
| Pl.                  | Verein             | Sp. | S  | U | N  | Tore    | Diff. | Punkte |
| -------------------- | ------------------ | --- | -- | - | -- | ------- | ----- | ------ |
| 1.                   | NSÍ Runavík (M, P) | 14  | 12 | 0 | 2  | 093:110 | +82   | 36     |
| 2.                   | KÍ Klaksvík        | 14  | 12 | 0 | 2  | 091:100 | +81   | 36     |
| 3.                   | HB Tórshavn        | 14  | 10 | 1 | 3  | 056:190 | +37   | 31     |
| 4.                   | Víkingur Gøta      | 14  | 9  | 1 | 4  | 046:190 | +27   | 28     |
| 5.                   | B36 Tórshavn       | 14  | 5  | 1 | 8  | 025:540 | −29   | 16     |
| 6.                   | 07 Vestur (N)      | 14  | 2  | 2 | 10 | 010:610 | −51   | 08     |
| 7.                   | Skála ÍF           | 14  | 2  | 1 | 11 | 020:600 | −40   | 07     |
| 8.                   | FC Hoyvík          | 14  | 1  | 0 | 13 | 004:111 | −107  | 03     |
| Stand: 27. Juni 2025 |                    |     |    |   |    |         |       |        |

| (M) | Meister 2024     |
| (P) | Pokalsieger 2024 |
| (N) | Aufsteiger       |

## Spiele und Ergebnisse
|                      | 07V   | B36 | FCH   | HB  | KÍ    | NSÍ   | Skála | Vík |
| -------------------- | ----- | --- | ----- | --- | ----- | ----- | ----- | --- |
| 07 Vestur            | –     | 0:0 | 3:0   | 0:5 | 0:3   | 00:11 | 2:0   | 0:3 |
| B36 Tórshavn         | 5:3   | –   | 6:0   | 0:6 | 0:6   | 0:7   | 4:1   | 0:6 |
| FC Hoyvík            | 2:1   | 1:4 | –     | 0:9 | 00:18 | 00:18 | 0:8   | 0:6 |
| HB Tórshavn          | 7:0   | 3:1 | 5:0   | –   | 3:2   | 3:1   | 6:0   | 0:3 |
| KÍ Klaksvík          | 8:0   | 9:0 | 10:00 | 7:1 | –     | 1:2   | 13:00 | 5:1 |
| NSÍ Runavík          | 13:00 | 9:1 | 10:10 | 3:0 | 1:2   | –     | 6:0   | 1:0 |
| Skála ÍF             | 1:1   | 1:4 | 8:0   | 0:6 | 0:2   | 1:5   | –     | 0:5 |
| Víkingur Gøta        | 3:0   | 2:0 | 5:0   | 2:2 | 2:5   | 2:6   | 6:0   | –   |
| Stand: 27. Juni 2025 |       |     |       |     |       |       |       |     |

## Torschützenliste
Bei gleicher Anzahl von Treffern sind die Spielerinnen nach dem Nachnamen alphabetisch geordnet.
| Platz               | Spieler           | Mannschaft  | Tore |
| ------------------- | ----------------- | ----------- | ---- |
| 1                   | Heidi Sevdal      | NSÍ Runavík | 32   |
| 2                   | Tóra Mohr         | KÍ Klaksvík | 24   |
| 3                   | Sólja Ernstdóttir | KÍ Klaksvík | 16   |
| 4                   | Durita Hummeland  | KÍ Klaksvík | 13   |
| 5                   | Sara Benjaminsen  | Skála ÍF    | 11   |
| 5                   | Lisa Haraldsen    | HB Tórshavn | 11   |
| 5                   | Sunniva Willemoes | HB Tórshavn | 11   |
| Stand: 25. Mai 2025 |                   |             |      |

## Trainer
| Mannschaft    | Trainer           | Spieltage |
| ------------- | ----------------- | --------- |
| 07 Vestur     | Eilish McSorley   | 01–       |
| B36 Tórshavn  | Eliesar Olsen     | 01–       |
| FC Hoyvík     | Zoran Vujovic     | 01–       |
| HB Tórshavn   | Łukasz Cieślewicz | 01–       |
| KÍ Klaksvík   | Allan Drost       | 01–       |
| NSÍ Runavík   | Allan Dybczak     | 01–       |
| Skála ÍF      | Vinjard Johansen  | 01–       |
| Skála ÍF      | Per Mikkelsen     | 01–       |
| Víkingur Gøta | Svenn Olsen       | 01–       |

## Spielstätten
| Mannschaft    | Stadion          | Spielort   |
| ------------- | ---------------- | ---------- |
| 07 Vestur     | Á Dungasandi     | Sørvágur   |
| B36 Tórshavn  | Gundadalur       | Tórshavn   |
| FC Hoyvík     | J + K Vøllur     | Hoyvík     |
| HB Tórshavn   | Gundadalur       | Tórshavn   |
| KÍ Klaksvík   | Við Djúpumýrar   | Klaksvík   |
| NSÍ Runavík   | Við Løkin        | Runavík    |
| Skála ÍF      | Undir Mýruhjalla | Skála      |
| Víkingur Gøta | Sarpugerði       | Norðragøta |